# Liste des prisons militaires aux États-Unis
Il s'agit d'une liste de prisons et de bricks (en anglais : brigs) militaires américains gérés par le département américain de la Défense pour les détenus de l'armée américaine condamnés dans le cadre d'une procédure relevant de la justice militaire.

## Prisons militaires actuelles

### Prisons communes (hébergeant des détenus de toutes les branches militaires)
- Installations exploitées par l'United States Army Corrections Command (en)[1] :
  - Caserne disciplinaire des États-Unis, Fort Leavenworth, Leavenworth, Kansas
  - Établissement correctionnel régional de Midwest Joint (en), Fort Leavenworth, Leavenworth, Kansas
  - Northwest Joint Regional Correctional Facility (en), Joint Base Lewis–McChord (en), Fort Lewis, Washington
- Bricks consolidés exploités par l'US Navy :
  - Naval Consolidated Brig, Charleston (en), Joint Base Charleston (en) South Annex, Hanahan, Caroline du Sud
  - Brig naval consolidé, Chesapeake, activité de soutien naval, annexe nord-ouest de Hampton Roads, Chesapeake, Virginie
  - Naval Consolidated Brig, Miramar (en), Marine Corps Air Station Miramar, San Diego, Californie

### Armée de terre des États-Unis
- United States Army Corrections Facility-Europe (en), Sembach Kaserne, Kaiserslautern, Allemagne
- Installation de confinement régionale de l'armée, Camp Humphreys, USFK, Corée du Sud

### United States Marine Corps
- Brig du Corps des Marines, Camp Pendleton, Marine Corps Base Camp Pendleton, Californie
- Brig du Corps des Marines, Camp Hansen, Camp Hansen (en), Okinawa, Japon
- Brig du Corps des Marines, Camp Lejeune, Marine Corps Base Camp Lejeune, Caroline du Nord

### United States Navy
- Bricks/CCU à quai :
  - Naval Brig/CCU Jacksonville, Naval Air Station Jacksonville, Jacksonville, Floride
  - Brig naval/CCU Norfolk, Base navale de Norfolk, Norfolk, Virginie
  - Brig naval de Yokosuka, Base navale de Yokosuka, Japon
  - Brig naval de Rota, Base navale de Rota, Espagne
  - Brig naval de Pearl Harbor, Joint Base Pearl Harbor–Hickam, Hawaï
  - Brig naval de Puget Sound, Puget Sound Naval Shipyard and Intermediate Maintenance Facility
- Installations de détention provisoire/PCF
  - Installation de confinement préalable au procès, Naval Station Great Lakes, North Chicago, Illinois
  - Installation de confinement préalable au procès, base sous-marine de New London, Connecticut
  - Installation de confinement préalable au procès/unité de confinement consolidé, commandant des activités de la flotte de Yokosuka, Japon
  - Installation de confinement préalable au procès, base navale de la baie de Guantanamo, Baie de Guantanamo, Cuba
- Centres de détention
  - Base sous-marine de Kings Bay, Géorgie
  - Base navale de San Diego, Californie
  - Joint Base Anacostia–Bolling (en), District de Columbia
  - Naval Air Station North Island, Californie
  - Naval Air Station Lemoore, Californie
  - Naval Air Station Meridian, Mississippi
  - Naval Air Station Corpus Christi, Texas
  - United States Fleet Activities Sasebo (en), Japon
  - Commandant des activités navales Marianas, Guam
  - Naval Support Activity Naples
  - Naval Support Facility Diego Garcia (en)
- Bricks embarqué[2] :
  - USS Nimitz (CVN-68)
  - USS Dwight D. Eisenhower (CVN-69)
  - USS Carl Vinson (CVN-70)
  - USS Theodore Roosevelt (CVN-71)
  - USS Abraham Lincoln (CVN-72)
  - USS George Washington (CVN-73)
  - USS John C. Stennis (CVN-74)
  - USS Harry S. Truman (CVN-75)
  - USS Ronald Reagan (CVN-76)
  - USS George H. W. Bush (CVN-77)
  - USS Gerald R. Ford (CVN-78)
  - USS Wasp (LHD-1)
  - USS Essex (LHD-2)
  - USS Kearsarge (LHD-3)
  - USS Boxer (LHD-4)
  - USS Bataan (LHD-5)
  - USS Iwo Jima (LHD-7)
  - USS Makin Island (LHD-8)
  - USS America (LHA-6)
  - USS Tripoli (LHA-7)

## Prisons militaires anciennes ou historiques
- Installation de confinement régionale de l'armée à Fort Carson, au Colorado
- Installation de confinement régionale de l'armée à Fort Knox, dans le Kentucky (fermée en 2010)
- Installation de confinement régionale de l'armée à Fort Sill, Oklahoma
- Brig du Corps des Marines, Camp Lejeune au Camp de base du Corps des Marines Lejeune, en Caroline du Nord
- Prison navale de Portsmouth (en) situé sur le Portsmouth Naval Shipyard,sur Seavey's Island (en),dans le Maine (fermée en 1974)
- Caserne disciplinaire des États-Unis, succursale de l'Atlantique à Castle Williams sur Governors Island, dans l'État de New York (fermée en 1965)
- Caserne disciplinaire des États-Unis, branche centrale de la caserne Jefferson, au Missouri
- Caserne disciplinaire des États-Unis, succursale du centre-est, New Cumberland, en Pennsylvanie (fermée en 1959)
- Caserne disciplinaire des États-Unis, branche Est de Green Haven, dans l'État de New York
- Caserne disciplinaire des États-Unis, branche du Midwest à Fort Benjamin Harrison, Indianapolis,dans l'Indiana (fermée en 1947)
- Caserne disciplinaire des États-Unis, branche nord-est de Pine Camp, dans l'État de New York
- Caserne disciplinaire des États-Unis, branche nord, Milwaukee, dans le Wisconsin (fermée en 1950)
- Caserne disciplinaire des États-Unis, branche nord-ouest à Fort Missoula, dans le Montana (fermée en 1947)
- Caserne disciplinaire des États-Unis, branche du Pacifique sur l'île d'Alcatraz, baie de San Francisco, en Californie (fermée en 1933)
- Caserne disciplinaire des États-Unis, branche sud-est à Camp Gordon (en), en Géorgie
- Caserne disciplinaire des États-Unis, branche sud à North Camp Hood, au Texas
- Caserne disciplinaire des États-Unis, branche sud-ouest à Camp Haan (en), en Californie